# Pehr Fjellström
Den här sidan handlar om prästmannen. För konstnären med samma namn, se Per Fjellström.

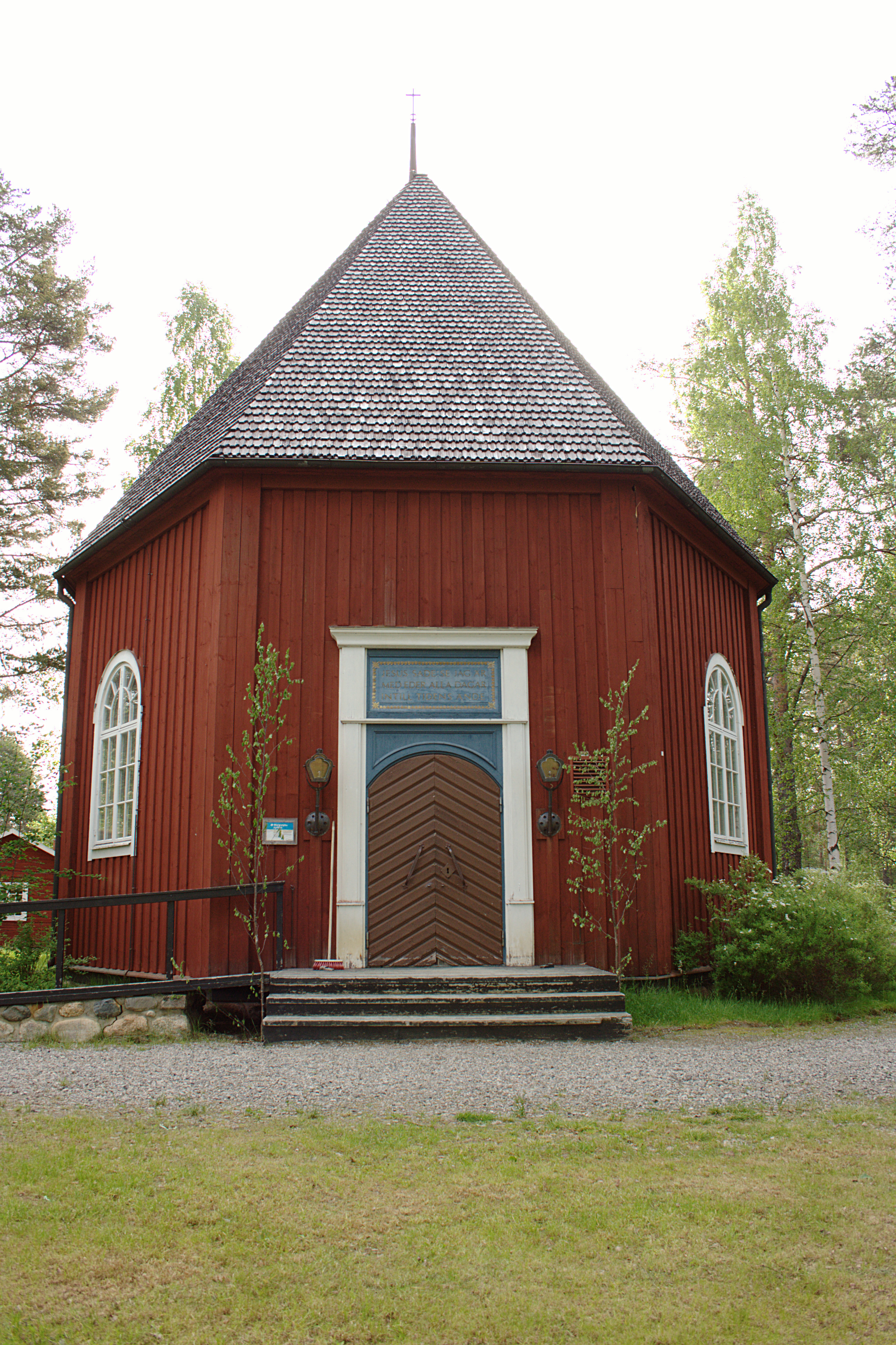
Margaretakyrkan på Gammplatsen i Lycksele, en kyrka som liknar den som var i bruk på Pehr Fjellströms tid och som stod i närheten.

Pehr Fjellström, född den 2 mars 1697 i Arjeplogs församling, död den 30 juni 1764 i Lycksele församling, var en svensk präst som var verksam i Lycksele församling från 1718 till sin död. Han var pionjär i arbetet med att ta fram ett standardiserat samiskt skriftspråk, det så kallade sydlapska bokspråket, och kallas ibland för Lapplands apostel.

## Biografi
Pehr Fjellström var son till kyrkoherden i Silbojokks församling, Per Noræus Fjellström, och hans hustru Agatha Læstadia. Till en början undervisades han i hemmet av fadern, men efter dennes död 1707 skickades han tillsammans med sin bror Carl till lappskolan i Piteå. År 1712 började bröderna studera vid Storskolan i Stockholm och 1715 vid Uppsala universitet. Redan 1718 utnämndes Pehr Fjellström till skolmästare vid Skytteanska skolan i Lycksele. Året därpå gifte han sig med Margareta Burman, dotter till en tullnär i Piteå, och fick med henne fem barn som överlevde småbarnsåren. Snart blev Pehr Fjellström drivande i arbetet med att skapa ett enhetligt samiskt skriftspråk och översätta religiös litteratur till samiska.
Sedan första hustrun avlidit 1733 gifte Pehr Fjellström om sig med Catharina Sjöberg, dotter till kyrkoherden Erik Sjöberg i Åsele församling, och fick med henne se ytterligare tre barn växa upp. När Pehr Fjellström 1739 utsågs till kyrkoherde i Lycksele församling fick han ett årligt gratial samt en med offentliga medel avlönad adjunkt för att kunna fortsätta med sitt språkarbete. År 1755 blev Pehr Fjellström prost i samma församling.

## Fjellströms språkarbete
Pehr Fjellström hade förmodligen lärt sig samiska redan som barn i Silbojokk. Under sin tid som skolmästare vid Skytteanska skolan arbetade han för att dokumentera språket, till en början tillsammans med den dåvarande kyrkoherden Olof Nicolai Graan. Fjellström utarbetade bland annat en svensk-samisk ordbok och en samisk grammatik, avsedda för präster och andra som behövde lära sig samiska som andra språk. Han översatte också Olov Svebilius förklaring över Luthers lilla katekes till samiska.
Pehr Fjellström urskilde två huvudvarianter av samiska. Den ena var dialectus borealior, den nordligare dialekten, som närmast motsvarade språket i Pite lappmark (Arjeplog samt eventuellt den nordligaste delen av Lycksele lappmark, den gamla Granbyn). Den andra var dialectus australior, den sydligare dialekten, det vill säga det språk som talades i den sydligare delen av Lycksele lappmark samt i Åsele lappmark.
I det mest omfattande standardverket för äldre samisk litteratur, Qvigstads och Wiklunds Bibliographie der lappischen Litteratur (1899), sägs Fjellström ha använt sig av sydsamiska (närmast umesamiska) i sin översättning av Svebilius förklaring. Det var det språk som talades kring hans verksamhetsort, Lycksele. Enligt Knut Bergsland, professor i finsk-ugriska språk och specialist på sydsamiska, utgörs språket i Fjellströms översättning av Svebilius förklaring snarare av den nordligare dialekten, alltså pitesamiska. Det var det språk han förmodligen lärt sig i barndomens Silbojokk.
Inför en planerad översättning av Nya Testamentet ville Pehr Fjellström skapa ett skriftspråk som skulle kunna användas inom alla de svenska lappmarkerna. Han beviljades ekonomiska medel av riksdagen för att kunna resa runt och studera olika varianter av samiska, vilket han gjorde 1737.

### Det sydlapska bokspråket utformas
Under 1738 uppehöll sig Pehr Fjellström i Stockholm för tryckningen av hans ordbok och grammatik samt hans översättning av Svebilius förklaring. Samtidigt pågick diskussioner i riksdagen om hur missionen bland samerna skulle utformas och Fjellström blev involverad. Året därpå inrättades Direktion över Lappmarkens ecklesiastikverk som skulle ansvara för missionen och skolundervisningen bland samerna. Direktionen gav Härnösands konsistorium i uppdrag att sammankalla konferenser för att reglera det samiska språket, ett arbete där Pehr Fjellström kom att spela en central roll.
En första konferens hölls 1743, då Pehr Fjellström sammanträffade med kyrkoherdarna Petrus Forsberg från Åsele och Pehr Högström från Gällivare i Lycksele. Året därpå hölls en andra språkkonferens i Umeå, där Fjellström mötte kyrkoherdarna Johan Læstadius från Arjeplog och Henrik Ganander från Enontekis samt lektor Petrus Holmbom från Härnösand.  Trots motstånd från framför allt Henrik Ganander, som företrädde nordsamiskan, blev resultatet av konferenserna att man skulle utgå från Fjellströms material i det fortsatta arbetet med att ta fram ett gemensamt samiskt skriftspråk. Under Umeåkonferensen gick man igenom och reviderade Fjellströms översättningar av en ABC-bok, Martin Luthers lilla katekes, kyrkohandboken, merparten av Nya testamentet samt en mängd psalmer.
Efter att ha modifierats av Pehr Högström blev det sydlapska bokspråket det dominerande språket för utgivning av samiska böcker, främst religiösa sådana, under 1700- och 1800-talen i Sverige. Pehr Fjellströms utgåva av Nya Testamentet från 1755 var den officiella texten på samiska i Sverige fram till 1903, då den ersattes av en översättning till lulesamiska.
Pehr Fjellström har ibland kallats för Lapplands apostel på grund av sitt arbete för att föra in samernas språk i gudstjänster och undervisning.
Förutom för sina översättningar av religiös litteratur är han känd för att ha nedtecknat en berättelse om samernas björnjakt och björnkult.

### Efterföljare
Pehr Fjellströms språkarbete fortsattes av hans svärson och efterträdare i ämbetet, Erik Lindahl och en av hans tidigare elever, Johan Öhrling, vilka tillsammans färdigställde Lexicon Lapponicum som gavs ut 1780.